# Kempisch Vuur
Kempisch Vuur is een Belgisch biermerk. Het bier wordt gebrouwen door brouwerij Pirlot, gevestigd te Zandhoven.

## Achtergrond
Kempisch Vuur werd gelanceerd in 1998. Toen werd het gebrouwen bij Microbrouwerij Paeleman te Wetteren. Omdat de vraag te groot werd, verhuisde de productie in 2001 naar De Proefbrouwerij te Lochristi. Vanaf september 2011 werd het eerste bier dan te Zandhoven gebrouwen en werd de productie systematisch overgeheveld.

## Varianten
Brouwerij Pirlot maakt verschillende bieren. Uitzonderlijk is dat haver gebruikt werd als ingrediënt bij verschillende van de bieren.
- Kempisch Vuur 3-Dubbel is een bruin bier van hoge gisting met een alcoholpercentage van 7,5%. Het werd voor het eerst gebrouwen in 2006.[1]
- Kempisch Vuur Tripel is een blonde viergranen-tripel met een alcoholpercentage van 7,5%. Het werd voor het eerst gebrouwen in 2000.[2]
- Kerstvuur is een blond winterbier met een alcoholpercentage van 9,0%. Ieder jaar wordt in augustus 1000 liter gebrouwen.[3]
- Kempisch Vuur Haverstout is een donkere stout met een alcoholpercentage van 6,5%.[4] Dit bier werd gelanceerd in 2012.
- Kempisch Vuur Hoppergod is een blond bier van hoge gisting met een alcoholpercentage van 6%.[5] Dit bier werd eveneens gelanceerd in 2012.
- Kempisch Vuur Jeneverbier is een blond bier van hoge gisting met een alcoholpercentage van 6,5%.[6] Bij dit bier werd jeneverbes toegevoegd. Dit bier werd eveneens gelanceerd in 2012.